# Lucifotychus cognatus
Lucifotychus cognatus är en skalbaggsart som först beskrevs av Leconte 1874.  Lucifotychus cognatus ingår i släktet Lucifotychus och familjen kortvingar. Inga underarter finns listade i Catalogue of Life.